# En svärfar för mycket
En svärfar för mycket är en amerikansk sitcom från 2003.

## Handling
Serien handlar om två familjer i Boston som motvilligt förs samman när deras barn förlovar sig, familjen O'Neill, som är en irländsk katolsk arbetarklassfamilj, med sonen Bobby (spelad av Reid Scott), lillasystern Maddy (Paige Moss) och den typiska konservativa men samtidigt ganska udda familjefadern Mason "Mace" O'Neill (Lenny Clarke) och hans fru Audrey (Harriet Sansom Harris) som föräldrapar, och familjen Stoddard-Banks, en protestantisk regnbågsfamilj av den övre samhällsklassen, med dottern Liz (Maggie Lawson) och Philip Stoddard (John Benjamin Hickey) och Simon Banks (Christopher Sieber) som ett homosexuellt föräldrapar. De två familjerna är väldigt olika varandra och mycket av humorn i serien kretsar kring svärföräldrarna och deras kulturkrockar när de nu måste umgås och båda familjerna tvingas under seriens gång att granska sina förutfattade meningar och fördomar.